# لاسي كرانتز
لاسي كرانتز (بالسويدية: Lasse Krantz)‏ هو مغني وممثل سويدي، ولد في 10 أغسطس 1903 في كريستيانستاد في السويد، وتوفي في 10 يناير 1973 في ستوكهولم في السويد.

## وصلات خارجية
- لاسي كرانتز على موقع IMDb (الإنجليزية)
- لاسي كرانتز على موقع قاعدة بيانات الأفلام السويدية (السويدية)
- لاسي كرانتز على موقع ديسكوغز (الإنجليزية)
- لاسي كرانتز على موقع قاعدة بيانات الفيلم (الإنجليزية)